# رود سوخایا
رود سوخایا (انگلیسی: Sukhaya) یک رودخانه در استان مورمانسک کشور روسیه است.